# Vocation
Vocation är en svensk jazzvokalensemble bildad 2000. De spelar vokaljazz i The Manhattan Transfer och Gals & Pals fotspår. Gruppen har fyra skivor i bagaget, Vocation (2006), Just Friends (2008), A Swinging Christmas (2010) och Vocation på svenska (2015).
De framför ofta sin musik a cappella, men även med ackompanjemang av kvartett eller storband. Vocation tog 2002 emot the Choice of the Audience Award på the International Vocal Group Festival i Tilburg, Nederländerna. 2005 invigde Vocation jazzfestivalen Pescara Jazz i Italien med bland andra Al Jarreau. Samma år medverkade de tillsammans med Povel Ramel i Monica Zetterlunds stora minneskonsert.
På Povel Ramels hyllningskonsert 2007 framträde Vocation med Mikael Ramel, Svante Thuresson, Stephan Lundin och Monica Dominique.
Vocation har hunnit göra en mängd konserter både i Sverige och i utlandet och konserterat med både symfoniorkestrar och storband, till exempel Norrbotten Big Band,
Sønderjyllands Symfoniorkester, Blue House Jazz Orchestra och senast radiostorbandet HR-Big Band i Frankfurt.[källa behövs] De har även delat kväll med bland annat Al Jarreau, Tony Bennett och  Count Basie Orchestra på Pescara Jazzfestival i Italien.[källa behövs] Här hemma i Sverige är Vocation en mycket etablerad grupp och medverkar i alla möjliga sammanhang på både jazzklubbar och konserthus. Ett axplock av artister som har uppträtt med Vocation är Svante Thuresson (som även är med på skivan Just Friends), Louise Hoffsten, Claes Janson, Monica Dominique, Lill Lindfors och Povel Ramel.[källa behövs]

## Diskografi
- 2001 – Osannolikt svenskt (Stockholm Favorit)[5]
- 2004 – Raymond Björling Perform Sven Petri: Vers och Visa (Gason)[6]
- 2006 – Vocation (Gason)[7]
- 2008 – Just Friends (Gason)[8]
- 2009 – Claes Janson: The Best of Ray Charles (Gazell)
- 2010 – A Swinging Christmas (Gason)[9]
- 2015 – Vocation på svenska (Gason)[10]

## Shower
- Jul Vocation (2002, 2003)
- Vad väntar vi på (2004)
- Vocation möter Gals and Pals (2005)[11]